# كريستوف بيك
كريستوف بيك هو ملحن كندي، ولد في 30 نوفمبر 1972 في مونتريال في كندا.

## وصلات خارجية
- الموقع الرسمي
- كريستوف بيك على موقع IMDb (الإنجليزية)
- كريستوف بيك على موقع ألو سيني (الفرنسية)
- كريستوف بيك على موقع ميوزك برينز (الإنجليزية)
- كريستوف بيك على موقع أول موفي (الإنجليزية)
- كريستوف بيك على موقع بوكس أوفيس موجو (الإنجليزية)
- كريستوف بيك على موقع قاعدة بيانات برودواي على الإنترنت (الإنجليزية)
- كريستوف بيك على موقع قاعدة بيانات الأفلام السويدية (السويدية)
- كريستوف بيك على موقع أول ميوزيك (الإنجليزية)
- كريستوف بيك على موقع ديسكوغز (الإنجليزية)
- كريستوف بيك على موقع قاعدة بيانات الفيلم (الإنجليزية)